# Nørholm
Norholm es una casa solariega y una finca agrícola de 185 hectáreas en el municipio de Grimstad, Noruega, conocida por haber sido propiedad de Knut Hamsun, ganador del Premio Nobel de Literatura.

## Historia
Fue construida en 1830, y ampliado por Hamsun en estilo neoclásico. Fue comprada por Knut Hamsun en 1918, y desde ese año fue propiedad de la familia Hamsun. La recompensa económica asociada al Premio Nobel hizo posible que Knut Hamsun ampliase la propiedad de forma significativa y llevase una vida de agricultor, muy parecida a la del protagonista de su novela Growth of the Soil, que le había hecho ganar el Premio Nobel de Literatura. 
La conservación de Norholm se estableció en 1989 por voluntad de Ellinor, hija de Knut Hamsun y Marie Hamsun. Esa propiedad se vendió en 2011.